# Luiz Fernando Furlan
Luiz Fernando Furlan (Concórdia, 29 de julio de 1946) es un administrador de empresas y empresario brasileño.

## Carrera
Estudió ingeniería química y administración en la Pontificia Universidad Católica de São Paulo, especializándose en administración financiera en la Fundación Getúlio Vargas.
Durante su vida empresarial, se especializó en mercado de capitales así como en comercio exterior y agronegocios. Desde 1993 hasta 2003 presidió el consejo de administración del grupo Sadia S.A. Trabajó en el grupo desde 1976, siendo director de relaciones con inversores y también vicepresidente ejecutivo.
Entre enero de 2003 y marzo de 2007 fue ministro de Desarrollo, Industria y Comercio Exterior de Brasil integrando el gabinete de Luiz Inácio Lula da Silva.
En diciembre de 2007, asumió la presidencia del Consejo de Administración de la Fundación Amazonas Sostenible, institución fundada por el gobierno del estado de Amazonas y el banco Bradesco con la misión de reducir la deforestación en la selva amazónica.
En octubre de 2008, reasumió la presidencia del consejo de administración de Sadia S.A.. Su regreso fue una respuesta a las pérdidas de 760 millones de reales por apuestas equivocadas y el inicio de la crisis económica de 2008. Desde 2009 es director y accionista de BRF, ocupando la presidencia de la empresa desde 2018. También ha integrado el consejo de administración de Telefónica.